# Kallskäret, Larsmo
Kallskäret är en halvö i Finland.   Den ligger i landskapet Österbotten, i den centrala delen av landet, 400 km norr om huvudstaden Helsingfors. Kallskäret ligger på ön Orrskäret.